# DinoPark
DinoPark (bekannter unter dem englischen Originaltitel Jurassic Park) ist ein Thriller des US-amerikanischen Schriftstellers Michael Crichton aus dem Jahre 1990. Crichton veranschaulicht in dem Roman die Chaostheorie und ihre philosophischen Konsequenzen durch die Metapher eines Vergnügungsparks, der außer Kontrolle gerät. Hauptattraktion des Parks sind geklonte Dinosaurier, von denen einige für Menschen gefährlich sind. Ganz wie es der Protagonist der Geschichte, Chaostheoretiker Ian Malcolm, im Voraus prophezeit, führen banale Ursachen zu einem anfänglich unbemerkten Versagen der Sicherheits- und Kontrollsysteme und stürzen den Park Schritt für Schritt in eine schwere Krise. Der Roman wurde aber auch kapitalismus- und fortschrittskritisch als Warnung vor Profitgier, Korruption, menschlichem Überlegenheitsdenken gegenüber der Natur und den nicht abschätzbaren Risiken der Gentechnik interpretiert.
Die Verfilmung Jurassic Park unter der Regie von Steven Spielberg kam 1993 in die Kinos. Sie weicht an einigen Stellen sehr von der Vorlage ab und nimmt andere Wendungen.

## Handlung
Der Dinosaurier-besessene Senior und Multimilliardär John Hammond verwirklicht seinen Traum: 120 Meilen westlich der Küste von Costa Rica baut er auf der Insel Nublar einen modernen Freizeitpark mit lebenden Attraktionen auf. Währenddessen kommt es auf dem Festland immer wieder zu Sichtungen von kleinen Echsen, die Kinder und Babys beißen. Auch ein Arbeiter von der Insel wird auf seltsame Weise tödlich verletzt.
In Vorbereitung der geplanten Eröffnung des Parks akzeptiert John Hammond notgedrungen die Forderung des Anwalts seiner Investoren, Donald Gennaro, nach einer wissenschaftlichen Inspektion insbesondere mit Blick auf die Sicherheit des Parks. Hammond kann dafür einige der besten Wissenschaftler ihrer Fachgebiete gewinnen, die ihn auch schon im Vorfeld beraten haben – den Paläontologen Dr. Alan Grant, die Paläobotanik-Studentin Ellie Sattler und den Chaostheoretiker Dr. Ian Malcolm.
Hammond lädt die Wissenschaftler und Gennaro in seinen Privatjet und fliegt mit ihnen nach Costa Rica, um ihnen seinen Park zu zeigen und stolz das vorzuführen, was seine Gentechniker erschaffen haben: lebende Saurier.
Um es noch mehr nach einer harmlosen Vorab-Besichtigung aussehen zu lassen, lädt er sogar seine Enkel – den Dino-begeisterten Tim und dessen jüngere Schwester Alexis (Lex) – dazu ein. Doch was Ian Malcolm durch die Simulation komplexer Systeme längst vorhergesehen hat und der naive Hammond nicht einsehen wollte, wird Wirklichkeit.
Komplexe Systeme verhalten sich laut Chaostheorie nie vorhersagbar. Kleinste Schwankungen einzelner Randbedingungen können ausreichen, um alles aus der Bahn zu werfen. Mit der Bestechlichkeit des Chef-Programmierers, Dennis Nedry, beginnt die Katastrophe ihren Lauf zu nehmen. Durch eine Abfolge scheinbar harmloser Zufälle bahnt sich das Chaos seinen Weg, bis hin zum Totalzusammenbruch der Stromversorgung und sämtlicher Kontrollsysteme. Ohne Elektrozäune können sich die Saurier nun frei im Park bewegen. Besonders die intelligenten Velociraptoren und der ausgewachsene Tyrannosaurus halten nicht nur den obersten Parkwächter und ehemaligen Großwildjäger Robert Muldoon auf Trab. Doch mit der vom sorglosen Hammond geizig bemessenen Notfallausrüstung und ohne jeglichen Strom scheint eine Wiederherstellung der Ordnung unmöglich.
Im Laufe des Desasters offenbart sich weiterer Schrecken. Auf Grund von Fehlern in der Dinosaurier-DNS durch Hinzufügen einer Baumfrosch-DNS können sich die Tiere entgegen allen gentechnischen und biologischen Vorsichtsmaßnahmen nun doch ungehindert fortpflanzen. Hinter der Fassade scheinbar umfassender Kontrolle über Biologie und Technik des Parks hat sich somit im Laufe der Zeit ein unbemerktes Potenzial an Gefahr entwickelt. Zudem haben Grant und Tim mit Ferngläsern entdeckt, dass ein von der Insel abgelegtes Schiff unbemerkt Velociraptoren an Bord hat. Würde dieses Schiff das Festland erreichen, könnten die gefährlichen Tiere sich dort weiter verbreiten. 
Schon bald beginnt ein Kampf ums Überleben, der seine Opfer nicht nur unter „Hammonds Lieblingen“ fordert. Am Ende können nur Grant, Sattler, Gennaro, Muldoon und Hammonds Enkel entkommen und werden von costa-ricanischen Regierungsbehörden in Gewahrsam genommen. Malcolms Tod wird nur angedeutet. Das von Velociraptoren infiltrierte Schiff wird im letzten Moment vor dem Anlegen in Costa Rica mit einem Funkbefehl gestoppt. Die costa-ricanische Luftwaffe bombardiert die Isla Nublar mit Napalm, um die Saurier auszulöschen. Und doch gibt es Beobachtungen auf dem Festland, die darauf hindeuten, dass einige Exemplare aus dem Jurassic Park auf das Festland entkommen sind und dort überleben.

## Vorkommende Saurier
Die Vielfalt der Dinosaurier wird von Crichton am Beispiel von 15 Arten mit ihren besonderen Eigenschaften dargestellt. Dabei wurden auch weniger bekannte Arten einem breiten Publikum vorgestellt. Ein ausgewachsener und ein halbwüchsiger Tyrannosaurus rex verkörpern den Typus des riesigen Fleischfressers. Eine Gruppe von Velociraptoren (oft verkürzt „Raptor“ genannt) tritt als mannsgroße, intelligente und in Rudeln jagende Fleischfresser auf. Die Velociraptoren waren im Roman an den zu jener Zeit bekannteren Deinonychus angelehnt, so erwähnt Grant, dass der Deinonychus neuerdings ebenfalls zur Gattung Velociraptor zählen würde, was in der Realität aber nie der Fall war. Die Rolle der Aasbeseitigung wird von den etwa hühnergroßen Procompsognathen (verkürzt als „Compys“ bezeichnet) übernommen, deren Biss noch lebende, aber wehrlose Opfer in einen Trance-Zustand versetzt. Sie besiegeln in Crichtons Buch das Schicksal des Projektinvestors Hammond. Die Dilophosaurier haben die Eigenschaft, ihre Opfer durch Anspucken blind und damit wehrlos zu machen, bevor sie diese auffressen. Neben diesen die Handlung dominierenden Arten kommen noch Maiasaurier, Stegosaurier, Triceratopsiden, Othnielia, Apatosaurier, Hadrosaurier, Pterosaurier, Hypsilophodons, Euoplocephali, Styracosaurier und Callovosaurier vor.

## Hintergrund

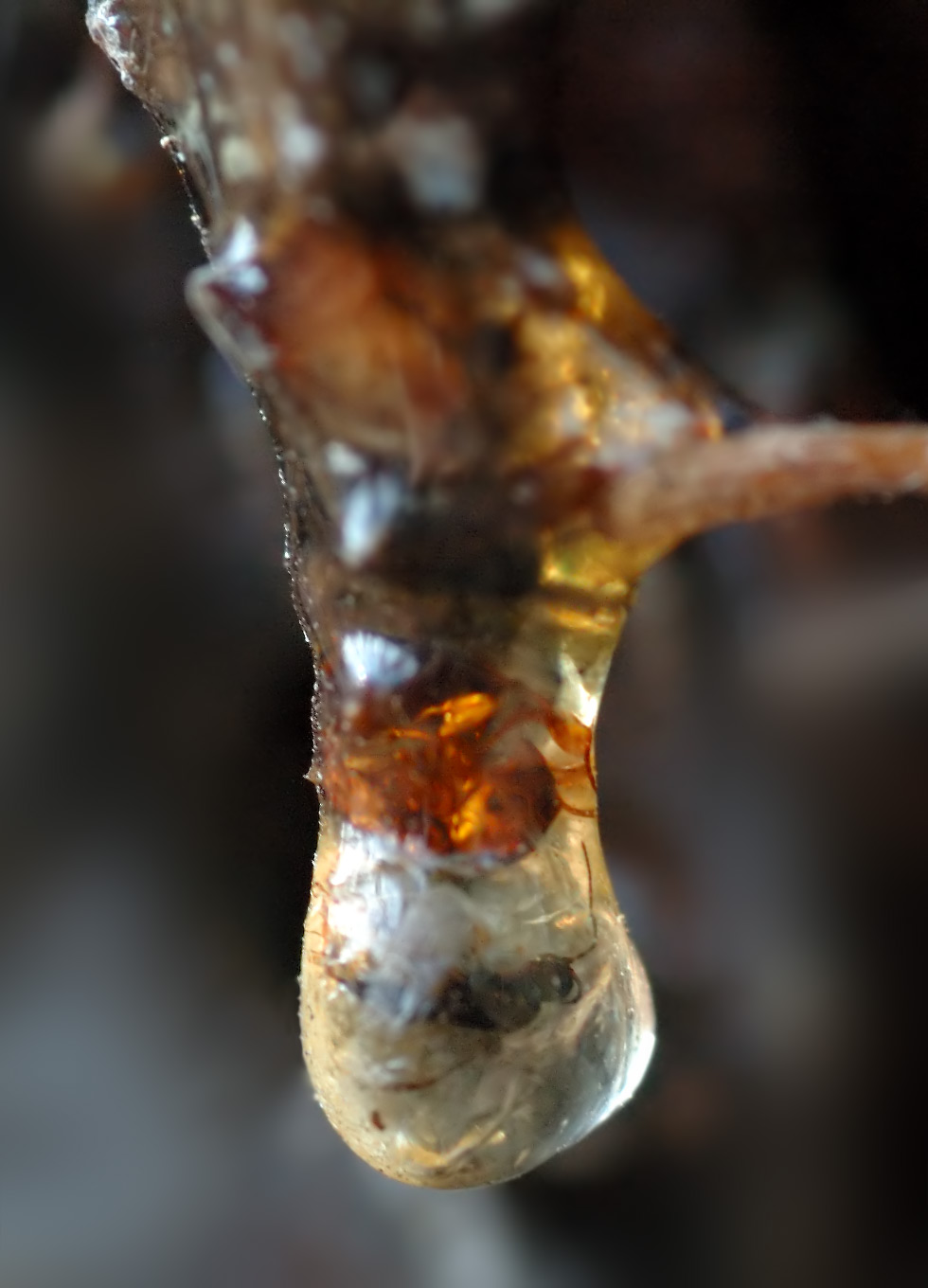
Mücke in Baumharz eingeschlossen

Die Geschichte entstand laut Crichton aus seiner Sorge um die zunehmende „Wissenschaftsgläubigkeit“ der Menschen. Crichton meinte: „Ich bin davon überzeugt, dass es sich bei der Wissenschaft um ein wunderbares, mächtiges – jedoch eindeutig begrenztes – Werkzeug handelt.“
Crichton greift aktuelle Erkenntnisse der Wissenschaft auf und spinnt sie weiter. So stellt der Mathematiker Ian Malcolm Elemente aus der Chaostheorie vor und erklärt, dass die von Hammond und seinen Wissenschaftlern angestrebte vollständige Kontrolle über lebende Wesen unmöglich sei („Das Leben findet einen Weg“).
Der Paläontologe Alan Grant stellt eine Theorie für eine bedeutsame Ähnlichkeit zwischen Dinosauriern und Vögeln vor.
Die für die Tiere benötigte Dinosaurier-DNA beziehen die Wissenschaftler um den Genetiker Henry Wu aus in Bernstein eingeschlossenen Stechmücken und anderen blutsaugenden Insekten, in deren Mägen sich Dino-Blut erhalten hat. Damit sich der spätere Bestand nicht selbstständig fortpflanzen kann, erschaffen sie nur weibliche Dinosaurier und bestrahlen deren Fortpflanzungsapparat außerdem mit Röntgenstrahlen. Die naturgemäß bruchstückhafte Paläo-DNA der Dinosaurier komplettieren sie durch Erbinformationen heutiger Frösche und anderer Tiere. Diese „amphibische“ DNA zum Lückenfüllen stellt sich allerdings später als Problem heraus, denn einige Amphibienarten, unter anderem auch Frösche, können ihr Geschlecht spontan ändern, wenn es an Partnern des anderen Geschlechts mangelt. So können sich die Dinosaurier letztendlich doch vermehren.
Aus der vervollständigten DNA erzeugen die Wissenschaftler ihre Embryonen, die in (zumindest anfangs künstlichen) Eiern ausgebrütet werden. Wie genau sie von der sequenzierten DNA zu einem tatsächlichen Strang und später gar zum Embryo kommen, lässt der Autor allerdings offen.
In der Fortsetzung des Romans (Vergessene Welt) stellt sich heraus, dass auch Chaostheoretiker Ian Malcolm überlebt hat, obwohl das Ende von DinoPark den Eindruck vermittelt, er sei getötet worden.
Im Roman bombardiert die costa-ricanische Luftwaffe die Insel. Tatsächlich wurde das Militär dieses Staates auf Initiative von José Figueres Ferrer mit Wirkung zum 8. Mai 1949 abgeschafft.

## Ausgaben
Übersetzung: Klaus Berr
- Michael Crichton: DinoPark. Droemer Knaur, 1991, ISBN 3-426-19290-X.
- Michael Crichton: Jurassic Park. Droemer Knaur, 1998, ISBN 3-426-71127-3.
- Michael Crichton: DinoPark. Droemer Knaur, 1998, ISBN 3-426-60021-8.
- Michael Crichton: Jurassic Park. Weltbild, 2005, ISBN 3-89897-118-X.
- Michael Crichton: Jurassic Park. Goldmann, 2007, ISBN 3-442-46437-4.
- Michael Crichton: Jurassic Park. Heyne, 2013, ISBN 978-3-453-81150-8

### Hörbuch
Im Jahr 2011 erschien eine Hörbuchfassung unter dem Titel Jurassic Park, die von Oliver Rohrbeck gesprochen wurde.